# Hermann Leopold Köster
Hermann Leopold Köster (* 1. Januar 1872 in Altona; † 28. August 1957 in Hamburg) war ein deutscher Reformpädagoge, Literaturhistoriker, Schriftsteller und Jugendbuchtheoretiker.

## Leben
Köster wurde als Sohn eines Drechslers geboren und lebte in Altona und Hamburg. Von 1890 bis 1893 absolvierte er die Lehrerausbildung am staatlichen Lehrerseminar.
Hermann Leopold Köster war ein Vertreter der Jugendschriftenbewegung. Diese war wiederum ein Teil der Kunsterziehungsbewegung in der Epoche der Reformpädagogik zu Beginn des 20. Jahrhunderts.
Als Mitglied der norddeutschen pädagogischen Reformbewegung und als Mitglied des Hamburger Jugendschriftenausschusses sichtete Köster vorhandene Jugendlektüre und versuchte durch seine Aktivitäten das Interesse für „echte Kunst“ zu erwecken. Dieses Engagement führte später dazu, dass Köster – wie auch anderen Vertretern der Kunsterziehungsbewegung – in der jungen Bundesrepublik wiederholt vorgeworfen wurde, durch ihre oft stark nationalistisch und völkisch geprägte Argumentationsweise zur ideologischen Grundlage des aufkommenden Nationalsozialismus beigetragen zu haben. 
Des Weiteren engagierte sich Köster für die sexuelle Aufklärung der Jugend.
1933 wurde Köster mit 61 Jahren von den Nationalsozialisten aus dem Staatsdienst entlassen.

## Werk
Bekannt wurde Hermann Leopold Köster als Autor für die Publikationen:
- Das Geschlechtliche im Unterricht und in der Jugendlektüre, ein Vortrag, Leipzig, Januar 1903
- Geschichte der deutschen Jugendliteratur, 1. Teil, Hamburg, 1906 und 2. Teil, 1908.
- Kritische Betrachtungen über Hauslehrerbestrebungen und Altersmundart, 1907
- Leitfaden zur Geschichte der deutschen Jugendliteratur, 1921
- Vom Handwerkszeug des Schriftstellers. Übungen im Erfassen des Sprachstils, 1930

Köster veröffentlichte Beiträge in der Jugendschriftenwarte und anderen Publikationen.